# Цанко Церковски
Цанко Церковски, псевдоним на Цанко Генов Бакалов, е български политик и писател. Той е един от основоположниците на Българския земеделски народен съюз (БЗНС).

## Биография
Цанко Церковски е роден през 1869 г. в Бяла черква, Търновско. Първоначално учи в родното си село, а след това в гимназията в Търново и в Педагогическото училище в Казанлък. Завършва педагогическо училище в Силистра през 1891, след което е учител в Бей бунар (1892), Полски Тръмбеш (1892 – 1894), Мусина (1894 – 1896) и търновското село Батак (1896 – 1897).
След 1897 г. Цанко Церковски живее в Бяла черква и се занимава със земеделие, журналистическа дейност и с пропагандиране на социализма. През 1898 г. става член на Българската работническа социалдемократическа партия и сътрудничи на нейното списание „Ново време“. На 20 септември 1899 обнародва в „Селски вестник“ „Възвание към българските земеделци“ и става един от инициаторите за създаването на БЗНС и един от неговите първи водачи. Издава списание „Селска пробуда“ (1903 – 1905), редактира вестник „Земеделско знаме“ (от 1902) и списание „Земеделска мисъл“. Той е народен представител в XI (1901) и XIV (1908 – 1911) Обикновено Народно събрание, V велико народно събрание (1911), XV (1911 – 1913), XVII (1914 – 1919), XVIII (1919 – 1920), XIX (1920 – 1923) и XX (1923) Обикновено Народно събрание.
През октомври 1918 г. Цанко Церковски се включва като представител на БЗНС в коалиционното правителство на Александър Малинов, което си поставя за цел да изведе България от Първата световна война. Участва и в правителствата на Теодор Теодоров (1918 – 1919) и Александър Стамболийски (1919 – 1923). След Деветоюнския преврат през 1923 г. е арестуван и изпратен в затвора, където пише романа „Из гънките на сърцето“. Освободен е на 5 януари 1925 г. и се включва в ръководството на БЗНС, но малко по-късно е отстранен от по-умерените кръгове в съюза. В деня на атентата в „Света Неделя“ на 16 април 1925 г. отново е арестуван, и е освободен на 21 март 1926 г. след оправдателна присъда. Цанко Церковски излиза от затвора с разбито здраве и полусляп и умира на 2 май същата година.

## Литературна дейност
За пръв път Цанко Церковски печата през 1891 г. стихотворението „Молепсаний“ в сп. „Ден“ (№7 – 8). Като учител в село Мусина издава (съвместно с Г. Недялков) „Евтина библиотека“, библиотека „Младеж“, „Селски вестник“. Сътрудничи със стихове, разкази, сценични игри, статии, памфлети, реплики, пиеси на списанията „Детска почивка“, „Ден“, „Съвременна младеж“, „Българска сбирка“, „Мисъл“, „Светлина“, „Ново време“, „Звезда“, „Просвета“, „Наш живот“, „Селска пробуда“, на вестниците „Работнишки другар“, „Съвременен преглед“, „Летописи“, „Работнически вестник“, „Общо дело“ и други.
Литературната дейност на Цанко Церковски е тясно свързана с обществената и политическата му дейност. Започнал като поет-социалист, Церковски става известен със стихотворението „Молепсаний“, което му спечелва много приятели и врагове. Извор на творческото му вдъхновение е селската действителност. Социалният патос остава основен и за по-късните му творби, но Церковски споделя и интимни настроения. Голяма част от стиховете и поемите му са написани в духа на народната песен. Стихотворения като „Из полето аз се скитам“, „Вино пия хардалия“, „Девойче, девойче“, „Коня яхам – коня аджемия“, „Що ми не дохождаш“, „Изведи ме, мамо“, „Я ми подай, мамо“, „Попей ми, Радке, попей ми“, „Сивляно, Сивляно“ и др. се пеят като народни песни.
Цанко Церковски е автор и на разкази, на три романа, от които най-сполучлив е „Из гънките на сърцето“, писан в затвора и издаден посмъртно, на пиесите „Луди млади“ и „Под старото небе“. Белетристиката му е свързана с конфликтите в следосвобожденското българско село. Разказите му са сродни по тематика с разказите на Михалаки Георгиев и Тодор Влайков.
Цанко Церковски има и богато творчество за деца – „Детска раздумка“ (1905), „Росни капки“ (1912). Посмъртно излизат и „Златни класове“ (1930), „Полска китка“ (1948), „Кукуригу петленце“ (1956, 1990), „Събуди ме, мамо“ (1970). Автор на текстовете на популярни български детски песни като „Прела баба“ (с композитор Михаил Кочев) и „Зеленчуци който не яде“ (с композитор Михаил Кочев).
Други псевдоними: Белочерковски, Ибришим Ефенди, Калина Малина, Саръджизмели Мемедаа, Селяк, Пран Гого, Хайдут Сидер, Цанко Ц., Цанко, Ц. Ц. и др.

## Памет
На Цанко Церковски е наречена улица в квартал „Лозенец“ в София (Карта) и в Благоевград, както и 52-о Основно училище в квартал „Бояна“.